# 小银木乡
小银木乡，是中华人民共和国四川省凉山彝族自治州金阳县下辖的一个乡镇级行政单位。

## 行政区划
小银木乡下辖以下地区：
银木坪村、新堰村、交点村、松林村、簸箕湾村、书祖村和色都口村。